# Tylophora schumanniana
Tylophora schumanniana är en oleanderväxtart som beskrevs av Otto Warburg. Tylophora schumanniana ingår i släktet Tylophora och familjen oleanderväxter. Inga underarter finns listade i Catalogue of Life.